# Cleisostoma ridleyi
Cleisostoma ridleyi är en orkidéart som beskrevs av Leslie Andrew Garay. Cleisostoma ridleyi ingår i släktet Cleisostoma, och familjen orkidéer. Inga underarter finns listade i Catalogue of Life.